# Xã Noble, Quận Jay, Indiana
Xã Noble (tiếng Anh: Noble Township) là một xã thuộc quận Jay, tiểu bang Indiana, Hoa Kỳ. Năm 2010, dân số của xã này là 640 người.